# Comitatul de Tripoli
Comitatul de Tripoli este ultimul și cel mai mic, ca întindere teritorială, stat creat în urma primei cruciade. A apărut ca necesitate de a se stabili o legătură relativ sigură și ușor de controlat între Principatul de Antiohia și Comitatul Edessei, pe de o parte, și Regatul de Ierusalim, pe de alta.

## Amplasare geo-politică

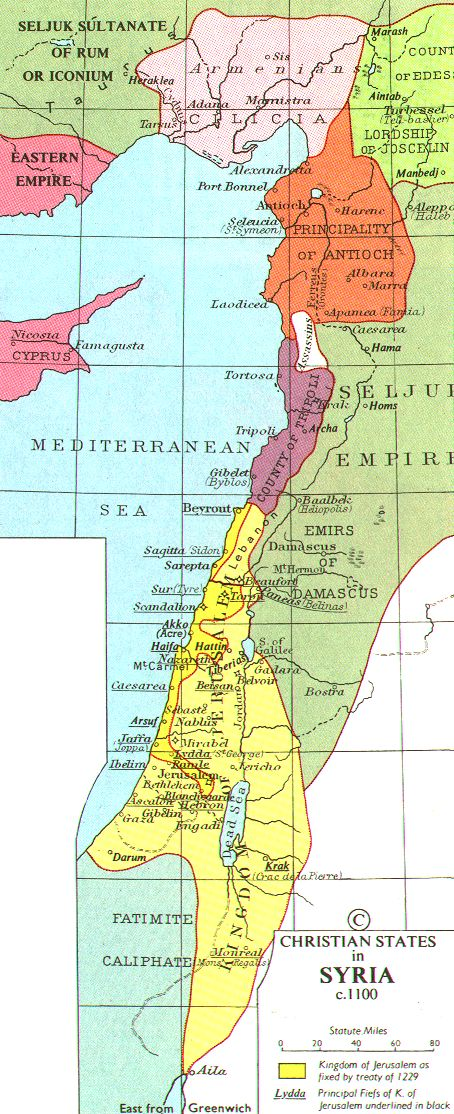
Hartă reprezentând statele cruciate

Comitatul Latin de Tripoli, ca suprafață și amplasare geo-politică, reprezintă o fâșie de 25 km pe coasta Mării Mediterane în nordul Libanului de astăzi. Limitele comitatului, în momentul său de maximă expansiune, sunt: la nord se întindea până după fortul Margat în munții Djebel-er-Ras având granița cu Principatul de Antiohia; în sud până la Nahr el Kelb (Pasul Câinelui), fortăreață naturală între Regatul de Ierusalim și comitat. La est până la valea râului Oronte (granița la mijlocul secolului al XII-lea) dincolo aflându-se califatele selgiucide. La est marea.
Comitatul de Tripoli avea în dependeță vasalică 8 seniorii:
- Senioria de Gibelet

- Senioria de Néphin

- Senioria de Calmont

- Senioria de Boutron

- Senioria de Gibelacar

- Senioria de Buissera

- Senioria de Moinestre

- Senioria de Puy du Connestable

## Istoric
Raymond de Saint Gilles, unul din membrii marcanți ai primei cruciade, hotărăște că nu se poate mulțumi doar cu iertarea tuturor păcatelor și cele două fortărețe primite (Tortose și portul Laodiceea) și începe a-și croi propriul său fief vizând întregul Emirat de Tripoli, stat vasal Fatimizilor, țintă propusă încă din 1096 când mărșăluia spre Ierusalim.
În august 1101 face prima încercare de a cuceri teritoriu. Lângă orașul Merzifun trupele sale, însetate și epuizate de lungul marș, sunt masacrate de Kilij Arslan. Raymond nu abandonează ideea și în aprilie anul următor ajunge în apropiere de Tripoli unde dă o luptă, soldată cu o stralucită victorie, împotriva trupelor unite ale lui Banu Ammars, emirul de Tripoli și emirilor de Homs și Damasc. Victoria, pe moment, nu îi poate oferi mai mult decât un tribut însemnat și o reputație imensă căci cu cei 300 de cavaleri cu care venise nu puteau asedia orașul Tripoli.
Anul următor mai face o tentativă eșuată de a cuceri Tripoli ajutat de un squadron genovez însă capturează portul Gibelet, oferindu-l drept recompensă unui căpitan genovez. Tot în 1103 revine asupra capitalei construind o fortăreață în imediata apropiere a zidurilor pentru a putea ține sub control inamicul. Qal'at Saint-Gilles, odată construit, inaugurează un asediu ce a durat 6 ani.
Moartea lui Raymond de Saint Gilles în 1105, fără urmași legitimi, îl aduce în prim plan pe vărul lui, Guillaume de Cerdagne, numit Jourdain, după botezul primit în apele Iordanului. Guillaume continua asediul singur până în 1108 când în Palestina sosește, însoțit de un escadron genovez, Bertrand de Saint Gilles, fiul bastard al lui Raymond, recunoscut ca succesor de baronii din Toulouse în urma stingerii dinastiei conducătoare. Totul merge bine până la căderea orașului pe 10 iulie 1109, când problema succesiunii la conducerea comitatului se acutizează fiind necesar arbitrajul suzeranului, regele Ierusalimului, Baudouin I care hotărăște partajarea echiatabilă a teritoriului între cei doi pretendenți. Această divizare nu durează decât un an, căci în 1110 Guillaume Jourdain moare, Bertrand râmânând singur stăpânitor al comitatului, conform înțelegerii.
Influența genoveză în comitat este puternică, prin concesiile acordate de primii conți (un cartier în Tripoli, fortăreața Puy du Connestable și confirmarea stâpânirii familiei Embriaco peste portul Gibelet) iar necesitatea de a apropia o forță militară duce la cedarea celebrei fortăreței Crac des Chevaliers ordinului Ioaniților în 1142.
Pe 29 iulie 1170 are loc un cutremur de pământ devastator ce distruge multe fortărețe, printre care: Crac des Chevaliers, Gibelet și Saint Gilles. Domnia lui Raymond al III-lea de Tripoli, personaj marcant al perioadei, reprezintă perioada de maximă înflorire a comitatului. Raymond al III-lea devine regent al Regatului de Ierusalim, a doi regi, însă este și conducătorul baronilor care nu doreau expansiunea Templierilor în zonă. Dușman declarat al lui Guy de Lusignan, al doilea soț al reginei Sybille, doritor al coroanei regale care nu s-a dat în lături nici de la rebeliune armată pentru a-și urma scopul. Numai moartea regelui Baudouin al V-lea în vârstă de numai 6 ani face ca Raymond să pice în disgrație iar partida lui Lusignan să triumfe. Însă nu era timp de răzbunări căci marea ofensivă a lui Saladin amenința însăși existența statului. Raymond încearcă obținerea unei păci între creștini și musulmani însă evenimentele au dus la confruntarea de la Hattin, moment de cotitură pentru statele cruciate din Orient. În urma acestei confruntări teritoriul comitatului este drastic micșorat, Raymond murind de pleurezie la scurt timp după eveniment nu lăsă nici un urmaș.
Ruda ce-a mai apropiată este principele de Antiohia, Bohémond al IV-lea de Poitiers, care ia comitatul urmând a-l transforma în fief al cadeților familiei. Schimbarea familiei domnitoare reprezintă și o schimbare a politicii. Noii conți nu mai continuă sprijinirea Genovei, ba chiar, într-un conflict al acesteia cu Veneția pentru sferele de influență în Orient, Bohémond al III-lea interzice amestecul vasalilor săi genovezi în conflict. Henri Embriaco, senior de Gibelet, în virtutea originii sale genoveze, încalcă ordinul și trimite trupe. Reacția suzeranului său a fost extrem de dură, iar numai intervenția promptă a conaționalilor săi îi salvează senioria de la anexare. Ca răspuns,  Bertrand Embriaco, vărul lui Henri asediază Tripoli. La instigarea lui Bohémond, Bertrand Embriaco este decapitat de țărani la întoarcerea spre domeniile sale. Această succesiune de fapte a condus la un sângeros război feudal între cele două familii.
Moartea lui Bohémond al III-lea generează un nou val de violențe. În 1277 Bohémond al IV-lea, pe fondul neînțelegerilor cu sora sa, Lucie (Lucienne) pentru succesiunea tatălui său, reia luptele cu adversalul său Guy al II-lea Embriaco, senior de Gibelet care o sprijinea. Guy caută o alianță cu Templierii, Bohémond răspunde distrugând clădirile acestora din Tripoli. Templierii ard fortăreața Boutron și asediază Tripoli. Când templierii se întorc, contele Bohémond trimite trupe pentru a asedia Gibelet. Guy Embriaco, însoțit de câțiva cavaleri, așteaptă trupele contelui în apropiere de oraș unde se dă o sângeroasă luptă al cărui singur rezultat rămâne numai pierderile de vieți omenești.
După un an de armistițiu Guy Embriaco își atacă din nou seniorul. Este încheiat un nou armistițiu încălcat iarăși de seniorul de Gibelet în ianuarie 1282, când, împreună cu rudele și câțiva oameni fideli lui, face o tentativă de lua Tripoli pornind din cartierul templierilor. O neînțelegere între Guy și comandatul templierilor face ca să eșueze tentativa, iar cavalerii se refugiază într-un turn unde sunt asediați de soldații contelui Bohémond. După câteva ore de negocieri cerute de Ioaniți, se ajunge la o înțelegere între cele două părți prin care templierii și oamenii lui Guy se predau în schimbul garantării vieții lor. Contele nu își ține cuvântul și îi orbește pe oamenii lui Guy. Guy , fratele și vărul său sunt arestați și duși în fortăreața Nephin unde sunt îngropați până la gât și lăsați să moară de foame. Oribilul gest creează rumoare între vasalii lui Bohémond care se solidarizează cu seniorul asasinat. Aceștia se strâng în orașul Tyr de unde pornesc împotriva contelui pentru a cere socoteală. Bohémond cucerește Gibelet însă este obligat de vasalii săi să-l restituie familiei Embriaco.
Tot acest conflict se petrece pe fondul reluării ofensivei mamelucilor pentru recucerirea teritoriilor creștine. Pe 18 mai 1268, după numai două zile de asediu, garnizoana de 8000 de soldați predau Antiohia lui Bairbas I iar până in 1287 (când este cucerit ultimul oraș din principat, Laodiceea) anexarea este completă. Evident că după Antiohia urma comitatul de Tripoli.
Pe 29 octombrie 1287, Bohémond al IV-lea moare fără urmași. Sora sa Lucie de Poitiers revine în Orient pentru a lua fieful fratelui său însă comercianții genovezi refuză a-i preda administrația generând un nou conflict.
Noul senior de Gibelet, Bartolomeo Embriaco, cere ajutorul sultanului Kalaun în conflictul dintre el și Lucie, sprijinită de soțul ei, Narjot de Toucy. Ajutorul nu a întârziat să apară iar în 1289, o uriașă armată musulmană asediază Tripoli, pe 29 aprilie orașul fiind cucerit punând astfel capăt existenței acestui stat.

## Conții de Tripoli
| 1102-1105 | Raymond I de Saint Gilles                     |
| 1105-1110 | Guillaume Jourdain                            |
| 1109-1112 | Bertrand de Saint Gilles                      |
| 1112-1137 | Pons de Tripoli                               |
| 1137-1142 | Raymond al II-lea de Tripoli                  |
| 1142-1187 | Raymond al III-lea de Tripoli                 |
| 1187-1189 | Raymond al IV-lea de Poitiers                 |
| 1189-1233 | Bohémond I de Poitiers                        |
| 1233-1252 | Bohémond al II-lea de Poitiers                |
| 1252-1275 | Bohémond al III-lea de Poitiers               |
| 1275-1287 | Bohémond al IV-lea de Poitiers                |
| 1275-1289 | Lucie de Poitiers împreună cu soțul ei:       |
| 1275-1289 | Narjot al II-lea de Toucy, senior de La Terza |

## Conții titulari de Tripoli
Lucie de Poitiers păstrează titulatura de contesă de Tripoli alături de soțul ei Narjot de Toucy († 1293) până la moartea ei survenită în 1299, apoi titlul este moștenit de Phillippe de Toucy care îl dă urmașilor lui până la stingerea familiei, ajungând în posesia familiei de Antiohia-Lusignan, ramură descendentă din Bohémond IV cel Chior de Poitiers, principe de Antiohia și conte de Tripoli (ca Bohémond I).
| 1329-1359 | Pierre I de Antiohia-Lusignan          |
| 1359-1369 | Pierre al II-lea de Antiohia-Lusignan  |
| 1372-1395 | Jaques de Antiohia-Lusignan            |
| 1395-1414 | Jean de Antiohia-Lusignan              |
| 1414-1452 | Pierre al III-lea de Antiohia-Lusignan |